# ستيف غينز
ستيف غينز (بالإنجليزية: Steve Gaines)‏ هو قس أمريكي، ولد في 31 ديسمبر 1957 في كورينث في الولايات المتحدة.